# Índice do FBI
Os Índices do FBI, ou Lista de Índices, era um sistema usado para rastrear cidadãos americanos e outras pessoas pelo Federal Bureau of Investigation (FBI), antes da adoção de bancos de dados informatizados. A Lista de Índices era originalmente composta por fichas catalográficas, compiladas pela primeira vez por J. Edgar Hoover no Bureau of Investigations antes de ser nomeado diretor do FBI. A Lista de Índices era usada para rastrear cidadãos dos EUA e outras pessoas que o FBI acreditava serem perigosas para a segurança nacional, e era subdividida em várias seções que geralmente eram classificadas com base no perigo que o sujeito poderia representar.

## Índice de Detenção Sob Custódia
O Índice de Detenção Sob Custódia (CDI), ou Lista de Detenção Custodial, foi formado entre 1939 e 1941, como parte de um programa chamado por vezes de "Programa de Detenção Sob Custódia" ou "Controle de Inimigos Alienígenas".
J. Edgar Hoover afirmou que teria surgido na Divisão de Inteligência Geral em Washington. De acordo com Hoover, ele criou um grande número de arquivos sobre "indivíduos, grupos e organizações envolvidas em atividades subversivas", incluindo espionagem, e possibilitou que o Bureau identificasse imediatamente ameaças potenciais. O deputado Vito Marcantonio chamou-o de "terrorismo por meio de fichas". O senador George W. Norris também reclamou.
O Índice de Detenção Sob Custódia era uma lista de suspeitos e subversivos potenciais, classificados como "A", "B" e "C"; aqueles classificados como "A" estavam destinados a serem presos imediatamente no início de uma eventual guerra. A Categoria A era composta por oficiais de organizações relacionadas ao Eixo, a Categoria B eram membros considerados "menos perigosos" e a Categoria C eram simpatizantes. A atribuição real das categorias, no entanto, baseava-se no comprometimento individual e no país de origem da pessoa, em vez do potencial real de causar danos; os oficiais de organizações culturais poderiam ser classificados como "A".
O programa envolvia a criação de dossiês individuais a partir de informações obtidas secretamente, incluindo dados não comprovados e, em alguns casos, até boatos e informações adquiridas sem mandados judiciais por meio de intercepção de correspondência, grampos telefônicos e buscas secretas. Embora o programa visasse principalmente japoneses, italianos e alemães, considerados "alienígenas inimigos", também incluía alguns cidadãos nascidos nos Estados Unidos. O programa foi operado sem autorização legal aprovada pelo Congresso, sem supervisão judicial e em excesso da autoridade legal do FBI. Caso uma pessoa eventualmente fosse incluída no índice, o registro só era removido após sua morte. De acordo com os comunicados de imprensa no início da guerra, um dos propósitos do programa era demonstrar a diligência e a vigilância do governo ao seguir, prender e isolar um grupo de pessoas previamente identificado com supostas simpatias documentadas pelas Potências do Eixo e potencial para atividades de espionagem ou quinta coluna. A lista foi posteriormente usada para a internação de japoneses-americanos após a Ordem Executiva 9066 de Roosevelt.
O Procurador-geral Francis Biddle, ao saber do Índice em 1941, o considerou "perigoso, ilegal" e ordenou o seu fim. No entanto, J. Edgar Hoover simplesmente o renomeou como o Índice de Segurança, e instruiu seus subordinados a não mencioná-lo.